# Jennifer Hetrick
Jennifer Hetrick est une actrice américaine née le 12 mai 1958 à Westerville, Ohio (États-Unis).

## Filmographie
- 1980 : Squeeze Play : Samantha
- 1989 : Conquering Space : Janet's Narration
- 1989 : Unknown Subject (TV)
- 1989 : Unsub (série télévisée) : Ann Madison (1989)
- 1990 : Star Trek: La Nouvelle Génération (Saison 3 épisode 19: Les vacances du Capitaine): Vash
- 1991 : Star Trek: La Nouvelle Génération (Saison 4 épisode 20: Qpidon): Vash
- 1991 : Absolute Strangers (TV) : Nancy Klein
- 1992 : Enquête privée ("Bodies of Evidence") (série télévisée) : Bonnie Carroll (1992-1993)
- 1993 : Star Trek: Deep Space Nine (Saison 1 épisode 7: Moins Q): Vash
- 1994 : Fatalité (And Then There Was One) (TV) : Janet
- 1995 : X-Files : Aux frontières du réel (saison 3 - épisode La Visite) : Sharon Skinner
- 1996 : Crosstown (TV) : Liz
- 1996 : Profit ("Profit") (série télévisée) : Elizabeth Gracen Walters
- 1998 : Hôpital central ("General Hospital") (série télévisée) : Veronica Wilding Barrett (1998).
- 2004 : No Regrets : Cheryl Wheeler
- 2007 : Esprits criminels ("Criminal Minds") : Mary Wilkinson (saison 3, épisode 11)